# 手塚正義
手塚 正義（てづか まさよし）は、京都情報大学院大学の教授である。

## 略歴
- 大阪大学工学部卒業、同大学院工学研究科通信工学専攻博士前期課程修了、同博士後期課程満期退学、工学士、工学修士
- 株式会社富士通研究所主管研究員[2][3]
- 金沢工業大学助教授（情報工学科）[4]
- 株式会社富士通経営研修所部長
- 2005年 京都情報大学院大学教授[1]

## 主要な研究論文
- M.Tezuka,A.Makinouchi,“The Optimization Strategy for Query Evaluation in RDB/V1”,7th VLDB,Jan.1981[5]
- M.Tezuka,A.Makinouchi,“RegionalInformation System as an Application of the RDB/V1 Relational Database System,Fujitsu Scientific Technical Journal,Jun.1982
- M.Tezuka,A.Makinouchi,“An Enhanced Relational Data Base System for Planning and Management Information Processing (PLANNER)”,IEEEデータ工学論文誌,Mar.1983
- 牧之内,手塚,“関係データベース管理システムRDB/V1”,情報処理学会論文誌,Jan.1983 NAID 110002723741, NCID AN00116647
- 北上,牧之内,手塚,“関係データベースシステムRDB/V1の最適化技法”,情報処理学会論文誌,May 1983 NAID 110002723771, NCID AN00116647
- 手塚,牧之内,神田,“関係データベースシステムを中核とした計画管理情報システム,情報処理学会論文誌, Jan.1984 NAID 110002723847, NCID AN00116647
- 手塚正義, 安達進, 山根康男, 中田輝生, 武理一郎, 岡崎卓「関係型均質分散データベースシステムRDB/DV」『情報処理学会研究報告データベースシステム』6(1985-DBS-047)、1985年5月、1-8頁、NCID AN10112482。
- 岡崎,手塚,“分散データベースシステムRDB/DVにおけるリカバリ方式”,情報処理33全大7H-1,1986 NAID 110002897435, NCID AN00349328
- 山根,手塚,“拡張関係データベースエンジンXRDBのシステム・アーキテクチャ,情報処理37全大6Q-6,1988 NAID 110002895036, NCID AN00349328
- 安田,手塚,服部,“構造化ビューオブジェクトによるマルチメディアデータベースの検討”電子情報通信学会情報ネットワーク研究会IN91-75,1991

## 著書
- 『電子図書館を支える技術』FUJITSU特集,1998年11月 NAID 40000011100, NCID AN00307510
- 『インターネット技術のすべて』ピアソン・エデュケーション,2004年2月ISBN 4894714949
- 『リレーショナルデータベース入門』FUJITSU University,2005年3月